# Ненад Лукић (фудбалер, 1992)
Ненад Лукић (Сремска Митровица, 2. септембра 1992) српски је фудбалер. Био је члан омладинске репрезентације Србије, која је 2011. године играла у полуфиналу Европског првенства.
Лукић је у јануару 2021. добио позив за учешће на турнеји репрезентације Србије, састављене претежно од фудбалера из домаће Суперлиге. Дебитовао је истог месеца на пријатељском сусрету са Доминиканском Републиком у Санто Домингу. Наступио је и неколико дана касније, против Панаме.

## Каријера
Ненад Лукић је рођен у Сремској Митровици, а прошао је омладинску школу београдског Партизана. Из генерације у којој је стасавао, прилику у првом тиму добили су Милош Јојић и Дарко Брашанац, док је Лукић пребачен у развојни тим, Телеоптик, где је започео своју сениорску каријеру. Након годину дана које је провео у Првој лиги Србије, Лукић је отишао у Бугарску, где се прикључио редовима тамошњег прволигаша Локомотиве из Пловдива, са којим је потписао троипогодишњи уговор. За клуб је дебитовао 14. маја 2011. године, у поразу на домаћем терену од Левског из Софије, резултатом 3 : 2. Услед запажених резултата са омладинском репрезентацијом Србије, која је 2011. године играла у полуфиналу Европског првенства, писало се о интересовању клубова из енглеске Премијер лиге за Лукића.
Јесењи део сезоне 2011/12. провео је у екипи Рада, за коју није наступао на званичним сусретима. Након тога је прешао у састав Доњег Срема. Ту се задржао до лета 2014, када је постао играч суботичког Спартака. За Спартак је забележио укупно 22 наступа у оба такмичења под ингеренцијама Фудбалског савеза Србије, а свој једини погодак постигао је на сусрету осмине финала Купа Србије, против новосадског Пролетера, из директног слободног ударца. После једне сезоне у Суботици, Лукић је прешао у Бежанију. Са 15 погодака, колико је постигао у дресу тог клуба, Лукић се остварио као најбољи стрелац Прве лиге Србије за такмичарску 2015/16.
Након тога је потписао за Радник из Сурдулице, али је пред крај прелазног рока истог лета појачао Земун. У Земуну се задржао годину дана, током којих је постигао 10 погодака, док је клуб, као другопласирани на табели Прве лиге, изборио пласман у највиши степен фудбалског такмичења у Србији. Лета 2017. по други пут у својој каријери обрео се у Раду. Клуб је напустио након добијеног спора на Арбитражној комисији, а током зимске паузе је тренирао са узбекистанским Кокандом 1912. Као слободан играч је приступио чачанском Борцу, који је такође напустио после неколико месеци. За нови клуб у својој даљој каријери одабрао је Инђију, а до краја календарске 2018. постигао је 13 погодака у Првој лиги Србије.
Договором све три стране, после краткотрајних несугласица, Лукић је током зимског прелазног рока остварио трансфер у ТСЦ из Бачке Тополе. До краја сезоне постигао је још 9 погодака, а ТСЦ је освајањем Прве лиге изборио пласман у Суперлигу Србије. Током такмичарске 2019/20, Лукић је два пута биран за играча кола, у 5. и 26. колу Суперлиге, док је његов погодак против Младости из Лучана проглашен за најефективнији 17. такмичарске недеље. У тандему са Владимиром Силађијем, Лукић је одиграо читаву такмичарску 2019/20. као други нападач, а обојица су постигла по 16 погодака, колико и Никола Петковић из ивањичког Јавора. Три фудбалера тако су поделила звање првог стрелца лиге, док је Лукићу уручен Трофеј Драгутина Костића, које сваке године додељује Спортски журнал. Лукић је тиме постао десети добитник тог признања. У марту 2021. Лукић је продужио уговор са клубом из Бачке Тополе. Крајем јула исте године прешао је у Хонвед са којим је потписао трогодишњи уговор.

## Статистика

### Клупска
Ажурирано 25. августа 2022.
|                    |          |                    |     |     |    |   |   |   |   |   |     |     |  |  |
| Телеоптик          | 2009/10. | Прва лига Србије   | 8   | 0   | —  | — | — | — | — | — | 8   | 0   |  |  |
| Телеоптик          | 2010/11. | Прва лига Србије   | 14  | 3   | 2  | 0 | — | — | — | — | 16  | 3   |  |  |
| Телеоптик          | Укупно   | Укупно             | 22  | 3   | 2  | 0 | — | — | — | — | 24  | 3   |  |  |
|                    |          |                    |     |     |    |   |   |   |   |   |     |     |  |  |
| Локомотива Пловдив | 2010/11. | Прва лига Бугарске | 3   | 0   | —  | — | — | — | — | — | 3   | 0   |  |  |
| Локомотива Пловдив | 2011/12. | Прва лига Бугарске | 10  | 0   | 0  | 0 | — | — | — | — | 10  | 0   |  |  |
| Локомотива Пловдив | Укупно   | Укупно             | 13  | 0   | 0  | 0 | — | — | — | — | 13  | 0   |  |  |
|                    |          |                    |     |     |    |   |   |   |   |   |     |     |  |  |
| Рад                | 2012/13. | Суперлига Србије   | 0   | 0   | 0  | 0 | — | — | — | — | 0   | 0   |  |  |
|                    |          |                    |     |     |    |   |   |   |   |   |     |     |  |  |
| Доњи Срем          | 2012/13. | Суперлига Србије   | 12  | 0   | —  | — | — | — | — | — | 12  | 0   |  |  |
| Доњи Срем          | 2013/14. | Суперлига Србије   | 22  | 1   | 3  | 1 | — | — | — | — | 25  | 1   |  |  |
| Доњи Срем          | Укупно   | Укупно             | 34  | 1   | 3  | 1 | — | — | — | — | 37  | 2   |  |  |
|                    |          |                    |     |     |    |   |   |   |   |   |     |     |  |  |
| Спартак Суботица   | 2014/15. | Суперлига Србије   | 19  | 0   | 3  | 1 | — | — | — | — | 22  | 1   |  |  |
|                    |          |                    |     |     |    |   |   |   |   |   |     |     |  |  |
| Бежанија           | 2015/16. | Прва лига Србије   | 26  | 15  | 1  | 0 | — | — | — | — | 27  | 15  |  |  |
|                    |          |                    |     |     |    |   |   |   |   |   |     |     |  |  |
| Радник Сурдулица   | 2016/17. | Суперлига Србије   | 6   | 0   | —  | — | — | — | — | — | 6   | 0   |  |  |
|                    |          |                    |     |     |    |   |   |   |   |   |     |     |  |  |
| Земун              | 2016/17. | Прва лига Србије   | 27  | 10  | 1  | 0 | — | — | — | — | 28  | 10  |  |  |
|                    |          |                    |     |     |    |   |   |   |   |   |     |     |  |  |
| Рад                | 2017/18. | Суперлига Србије   | 21  | 1   | 2  | 0 | — | — | — | — | 23  | 1   |  |  |
|                    |          |                    |     |     |    |   |   |   |   |   |     |     |  |  |
| Борац Чачак        | 2017/18. | Суперлига Србије   | 11  | 1   | —  | — | — | — | — | — | 11  | 1   |  |  |
|                    |          |                    |     |     |    |   |   |   |   |   |     |     |  |  |
| Инђија             | 2018/19. | Прва лига Србије   | 22  | 13  | 0  | 0 | — | — | — | — | 22  | 13  |  |  |
|                    |          |                    |     |     |    |   |   |   |   |   |     |     |  |  |
| ТСЦ Бачка Топола   | 2018/19. | Прва лига Србије   | 15  | 9   | —  | — | — | — | — | — | 15  | 9   |  |  |
| ТСЦ Бачка Топола   | 2019/20. | Суперлига Србије   | 30  | 16  | 2  | 0 | — | — | — | — | 32  | 16  |  |  |
| ТСЦ Бачка Топола   | 2020/21. | Суперлига Србије   | 38  | 18  | 3  | 2 | 2 | 1 | — | — | 43  | 21  |  |  |
| ТСЦ Бачка Топола   | 2021/22. | Суперлига Србије   | 2   | 1   | —  | — | — | — | — | — | 2   | 1   |  |  |
| ТСЦ Бачка Топола   | Укупно   | Укупно             | 85  | 44  | 5  | 2 | 2 | 1 | — | — | 92  | 47  |  |  |
|                    |          |                    |     |     |    |   |   |   |   |   |     |     |  |  |
| Хонвед             | 2021/22. | Прва лига Мађарске | 32  | 15  | 3  | 2 | — | — | — | — | 35  | 17  |  |  |
| Хонвед             | 2022/23. | Прва лига Мађарске | 4   | 3   | 0  | 0 | — | — | — | — | 4   | 3   |  |  |
| Хонвед             | Укупно   | Укупно             | 36  | 18  | 3  | 2 | — | — | — | — | 39  | 20  |  |  |
|                    |          |                    |     |     |    |   |   |   |   |   |     |     |  |  |
| Каријера           | Каријера | Каријера           | 322 | 106 | 20 | 6 | 2 | 1 | — | — | 344 | 113 |  |  |
|                    |          |                    |     |     |    |   |   |   |   |   |     |     |  |  |

### Репрезентативна
Ажурирано 31. јануара 2021.
| Србија | Србија  | Србија |
| Године | Наступа | Голова |
| ------ | ------- | ------ |
| 2021.  | 2       | 0      |
| Укупно | 2       | 0      |

## Трофеји и награде

### Клупски
ТСЦ Бачка Топола
- Прва лига Србије: 2018/19.[38]

### Појединачно
- Најбољи стрелац Прве лиге Србије за сезону 2015/16.[23]
- Играч кола у Суперлиги Србије (4)[39][41][63][64]
- Гол кола у Суперлиги Србије[40]
- Најбољи стрелац Суперлиге Србије за такмичарску  2019/20. са 16 погодака (прво место на листи стрелаца поделио је са Владимиром Силађијем и Николом Петковићем)[43]
- Трофеј Драгутина Костића за такмичарску 2019/20.[44]
- Трофеј Слободан Сантрач за сезону 2019/20. (признање поделио са Владимиром Силађијем и Николом Петковићем)[65]